# Konferenz der Informationsfreiheitsbeauftragten in Deutschland
Die Konferenz der Informationsfreiheitsbeauftragten in Deutschland (IFK) ist ein Gremium, das sich mit aktuellen Fragen der Informationsfreiheit beschäftigt und zu ihnen Stellung nimmt. Es tagt öffentlich und in der Regel zweimal jährlich. Die IFK hieß bis zum 12. Dezember 2006 Arbeitsgemeinschaft der Informationsbeauftragten in Deutschland.
Die IFK bildet das informationsfreiheitsrechtliche Pendant zur Konferenz der unabhängigen Datenschutzbehörden des Bundes und der Länder. Ihr gehören neben dem Bundesbeauftragten für den Datenschutz und die Informationsfreiheit (BfDI) die Landesinformationsfreiheitsbeauftragten der Länder Baden-Württemberg, Berlin, Brandenburg, Bremen, Hamburg, Hessen, Mecklenburg-Vorpommern, Nordrhein-Westfalen, Rheinland-Pfalz, Saarland, Sachsen-Anhalt, Schleswig-Holstein und Thüringen an.
Vorbereitet werden die Sitzungen der IFK vom Arbeitskreis Informationsfreiheit (AKIF). Der Vorsitz wechselt jährlich nach alphabetischer Reihenfolge zwischen den teilnehmenden Ländern.

## Konferenztermine und Tagungsorte
Mit der neuen Bezeichnung des Gremiums wurde die Nummerierung der Treffen fortgeführt. Die Konferenz fand von nun an halbjährlich, statt wie bisher einmal pro Jahr, statt. Seit der 24. Sitzung der IFK wechselt der Vorsitz turnusmäßig einmal im Jahr. Die Protokolle, Positionspapier und Entschließungen der Konferenzen sind auf der Webseite des BfDI einsehbar.
| Nr. | Datum               | Tagungsort     | Vorsitz                     |
| --- | ------------------- | -------------- | --------------------------- |
| 13  | 12. Dezember 2006   | Bonn           | BfDI                        |
| 14  | 11. Juni 2007       | Kiel           | ULD Schleswig-Holstein      |
| 15  | 11. Dezember 2007   | Bremen         | LfDI Bremen                 |
| 16  | 11. Juni 2008       | Saarbrücken    | LfDI Saarland               |
| 17  | 3./4. Dezember 2008 | Schwerin       | LfDI Mecklenburg-Vorpommern |
| 18  | 24. Juni 2009       | Magdeburg      | LfD Sachsen-Anhalt          |
| 19  | 16. Dezember 2009   | Hamburg        | HmbBfDI                     |
| 20  | 24. Juni 2010       | Berlin         | BlnBDI                      |
| 21  | 13. Dezember 2010   | Kleinmachnow   | LDA Brandenburg             |
| 22  | 23. Mai 2011        | Bremen         | LfDI Bremen                 |
| 23  | 28. November 2011   | Berlin         | BfDI                        |
| 24  | 12. Juni 2012       | Mainz          | LfDI Rheinland-Pfalz        |
| 25  | 27. November 2012   | Mainz          | LfDI Rheinland-Pfalz        |
| 26  | 27. Juni 2013       | Erfurt         | LfDI Thüringen              |
| 27  | 28. November 2013   | Erfurt         | LfDI Thüringen              |
| 28  | 17. Juni 2014       | Hamburg        | HmbBfDI                     |
| 29  | 9. Dezember 2014    | Hamburg        | HmbBfDI                     |
| 30  | 30. Juni 2015       | Schwerin       | LfDI Mecklenburg-Vorpommern |
| 31  | 15. Juni 2016       | Düsseldorf     | LDI Nordrhein-Westfalen     |
| 32  | 2. Dezember 2016    | Düsseldorf     | LDI Nordrhein-Westfalen     |
| 33  | 13. Juni 2017       | Mainz          | LfDI Rheinland-Pfalz        |
| 34  | 14. November 2017   | Mainz          | LfDI Rheinland-Pfalz        |
| 35  | 20. März 2018       | Stuttgart      | LfDI Baden-Württemberg      |
| 36  | 16. Oktober 2018    | Ulm            | LfDI Baden-Württemberg      |
| 37  | 12. Juni 2019       | Saarbrücken    | LfDI Saarland               |
| 38  | 3. Juni 2020        | Videokonferenz | LfDI Hessen                 |
| 39  | 1. Dezember 2020    | Videokonferenz | LfDI Hessen                 |
| 40  | 2. Juni 2021        | Videokonferenz | LfDI Sachsen-Anhalt         |
| 41  | 3. November 2021    | Videokonferenz | LfDI Sachsen-Anhalt         |
| 42  | 29./30. Juni 2022   | Kiel           | ULD Schleswig-Holstein      |
| 43  | 8./9. November 2022 | Kiel           | ULD Schleswig-Holstein      |
| 44  | 14. Juni 2023       | Berlin         | BfDI                        |
| 45  | 7. November 2023    | Bonn           | BfDI                        |
| 46  | 5. Juni 2024        | Dresden        | LfDI Sachsen                |
| 47  | 27. November 2024   | Leipzig        | LfDI Sachsen                |